# Дебарр, Анжело
Анжело Дебарр (фр. Angelo Debarre; род. 19 августа 1962, Сен-Дени) — французский гитарист цыганского происхождения, исполнитель в стиле джаз-мануш.
В восьмилетнем возрасте дебютировал как гитарист и ударник, основал свою первую группу «Angelo Debarre QUINTET» в 1984 году и уже в следующем году начал участвовать в международных гастролях. В 1998 году вышел первый альбом Дебарра, в котором он выступал как лидер группы. В 2009 году он снялся в эпизоде в фильме «Генсбур. Любовь хулигана», исполнив роль цыгана-гитариста.

## Дискография
- Gypsy Guitars (1988) Hot Club Records/Jon Larsen
- La Roue Fleurie (1991) Hot Club Records/Jon Larsen
- Caprice (1998) Hot Club Records/Jon Larsen
- Romano Baschepen (1999) Al Sur/NordSud
- Portrait of Angelo Debarre (2002) Hot Club Records/Jon Larsen
- Come Into My Swing (2003) with Ludovic Beier, Le Chant Du Monde
- Angelo Is Back In Town (2004) Hot Club Records/Jon Larsen
- Entre Amis (2005) with Ludovic Beier, Le Chant Du Monde
- Paroles de Swing (2008) with Ludovic Beier, Le Chant Du Monde
- Trio tout à cordes (2008) Le Chant Du Monde
- Live in Le Quecumbar (2010) with the Angelo Debarre Quartet, Fremeaux & Assoc.
- Gypsy Unity (2010) Le Chant Du Monde